# Peter Arnison
Peter Maurice Arnison, né le 21 octobre 1940 à Lismore, Nouvelle-Galles du Sud, fut le 23e Gouverneur du Queensland de juillet 1997 à juillet 2003. 
Il fit ses études au collège royal militaire de Duntroon  et quitta l'armée en 1996. Il fut commandant en chef de l'armée de terre de 1994 à juin 1996.

## Distinctions
- Compagnon de l'Ordre d'Australie (AC - 2001)[1]
- Commandeur de l'Ordre royal de Victoria (CVO - 2002)[2]